# Manfredo Giovanni Battista Bellati
Manfredo Giovanni Battista Bellati (Feltre, 11 settembre 1790 – Ceneda, 28 settembre 1869) è stato un vescovo cattolico italiano.

## Biografia
Nacque a Feltre l'11 settembre 1790 da nobile famiglia feltrina.
Il 24 settembre 1814 fu ordinato presbitero per la diocesi di Feltre.
Arciprete di Santa Giustina e poi canonico della cattedrale, vicario generale e capitolare della diocesi, il 30 gennaio 1843 fu eletto vescovo di Ceneda. Ricevette la consacrazione episcopale il successivo 14 maggio a Roma, nella chiesa di San Gregorio al Celio, per l'imposizione delle mani del cardinale Costantino Patrizi Naro, vicario generale per la diocesi di Roma, co-consacranti l'arcivescovo Fabio Maria Asquini, arcivescovo titolare di Tarso e segretario della Congregazione dei vescovi e regolari, ed il vescovo Giuseppe Maria Castellani, O.S.A., vescovo titolare di Porfireone.
Morì a Ceneda il 28 settembre 1869.

## Genealogia episcopale e successione apostolica
La genealogia episcopale è:
- Cardinale Scipione Rebiba
- Cardinale Giulio Antonio Santori
- Cardinale Girolamo Bernerio, O.P.
- Arcivescovo Galeazzo Sanvitale
- Cardinale Ludovico Ludovisi
- Cardinale Luigi Caetani
- Cardinale Ulderico Carpegna
- Cardinale Paluzzo Paluzzi Altieri degli Albertoni
- Papa Benedetto XIII
- Papa Benedetto XIV
- Papa Clemente XIII
- Cardinale Marcantonio Colonna
- Cardinale Giacinto Sigismondo Gerdil, B.
- Cardinale Giulio Maria della Somaglia
- Cardinale Carlo Odescalchi, S.I.
- Cardinale Costantino Patrizi Naro
- Vescovo Manfredo Giovanni Battista Bellati

La successione apostolica è:
- Vescovo Giovanni Renier (1856)